# Faux-Mazuras
Faux-Mazuras – miejscowość i gmina we Francji, w regionie Nowa Akwitania, w departamencie Creuse.
Według danych na rok 1990 gminę zamieszkiwało 169 osób, a gęstość zaludnienia wynosiła 8 osób/km² (wśród 747 gmin Limousin Faux-Mazuras plasuje się na 458. miejscu pod względem liczby ludności, natomiast pod względem powierzchni na miejscu 314.).